# Langeland
Langeland je danski otok, ki je ime dobil po svoji podolgovati obliki. Leži jugovzhodno od otoka Funen (Fyn). Meri 285 km² in ima okrog 25.000 prebivalcev.